# Mindaugas Strumskis
Mindaugas Strumskis (* 1963) ist ein litauischer Manager und ehemaliger Leiter der Steuerinspektion am Finanzministerium Litauens.

## Leben
Nach dem Abitur an der Mittelschule absolvierte Strumskis ein Diplomstudium der Physik und promovierte zum Thema Relaxation of non-thermalised electron-hole plasma in CdS nanocrystals embedded in glass an der Fakultät für Physik der Vilniaus universitetas (VU). Von 1985 bis 1995 arbeitete er als wissenschaftlicher Mitarbeiter an der VU und Assistent für theoretische Mechanik an der Technischen Universität Vilnius. Danach arbeitete er bei Valstybinė mokesčių inspekcija, von 2000 bis 2002 als Leiter der Steuerinspektion. Ab 2003 war er stellvertretender Direktor der Sozialversicherungsbehörde SoDra. Seit 2001 lehrt er als Lektor an der Rechtsuniversität Litauens Steuerrecht und Finanzrecht an der Wirtschaftsfakultät der Mykolas-Romer-Universität.
Er bildete sich weiter 1999 an der Dalhousie University in Halifax (Nova Scotia) (Kanada), in Porto (Portugal), in Dublin (Irland), in Wien (Österreich), in Montreal (Kanada), Deventer (Niederlande), Prag (Tschechische Republik), Oslo (Norwegen), bei der Europäischen Kommission in Brüssel (Belgien), Budapest (Ungarn) und Durban (Südafrika).